# Franco Garelli
Franco Garelli (Bra, 28 ottobre 1945) è un sociologo italiano.

## Biografia
È stato allievo del sociologo torinese Luciano Gallino.Dopo aver insegnato Sociologia della conoscenza all'Università di Torino, è professore ordinario di Religioni nel Mondo Globalizzato e Sociologia della religione, è stato inoltre preside della facoltà di Scienze Politiche della medesima Università dal 2004 al 2010. In seguito alla riforma universitaria, ha diretto il Dipartimento di Culture, Politica e Società dello stesso ateneo fino al 2015. I suoi studi hanno riguardato principalmente il mondo giovanile i fenomeni religiosi nella società contemporanea. È membro dell'Associazione Italiana di Sociologia e del Direttivo dell'International Society for the Sociology of Religion. Collabora in modo stabile con La Stampa e con Il Mulino come esperto di temi religiosi.

## Opere principali
- La religione dello scenario, il Mulino
- Religione e chiesa in Italia, il Mulino, Bologna, 1991;
- Forza della religione e debolezza della fede, Il Mulino, Bologna, 1996;
- La religiosità in Italia (con altri autori), Arnoldo Mondadori Editore, Milano, 1996;
- Giovani: una vecchia storia? (con M. Offi), SEI, Torino, 1997;
- I giovani, il sesso, l'amore, Il Mulino, Bologna, 2000;
- Un singolare pluralismo (con G. Guizzardi e E. Pace), il Mulino, Bologna, 2003;
- Una spiritualità in movimento (con R. Ferrero Camoletto), Messaggero, Padova, 2003;
- Sfide per la chiesa del nuovo secolo. Indagine sul clero in Italia, Il Mulino, Bologna, 2003;
- La socializzazione flessibile (con A. Palmonari e L. Sciolla), Il Mulino, Bologna, 2006;
- L'Italia cattolica nell'epoca del pluralismo, Il Mulino, Bologna, 2006;
- La Chiesa in Italia, Il Mulino, 2007;
- (con Marzio Barbagli, Gianpiero Dalla Zuanna), La sessualità degli italiani, il Mulino, coll. «Contemporanea», Bologna, 2010 ISBN 9788815134042
- Religione all'italiana. L'anima del paese messa a nudo, il Mulino, coll. «Contemporanea», Bologna, 2011 ISBN 9788815233738
- "Piccoli atei crescono. Davvero una generazione senza Dio?", Il Mulino, Bologna, 2016 ISBN 9788815264152